# 超低温矮星

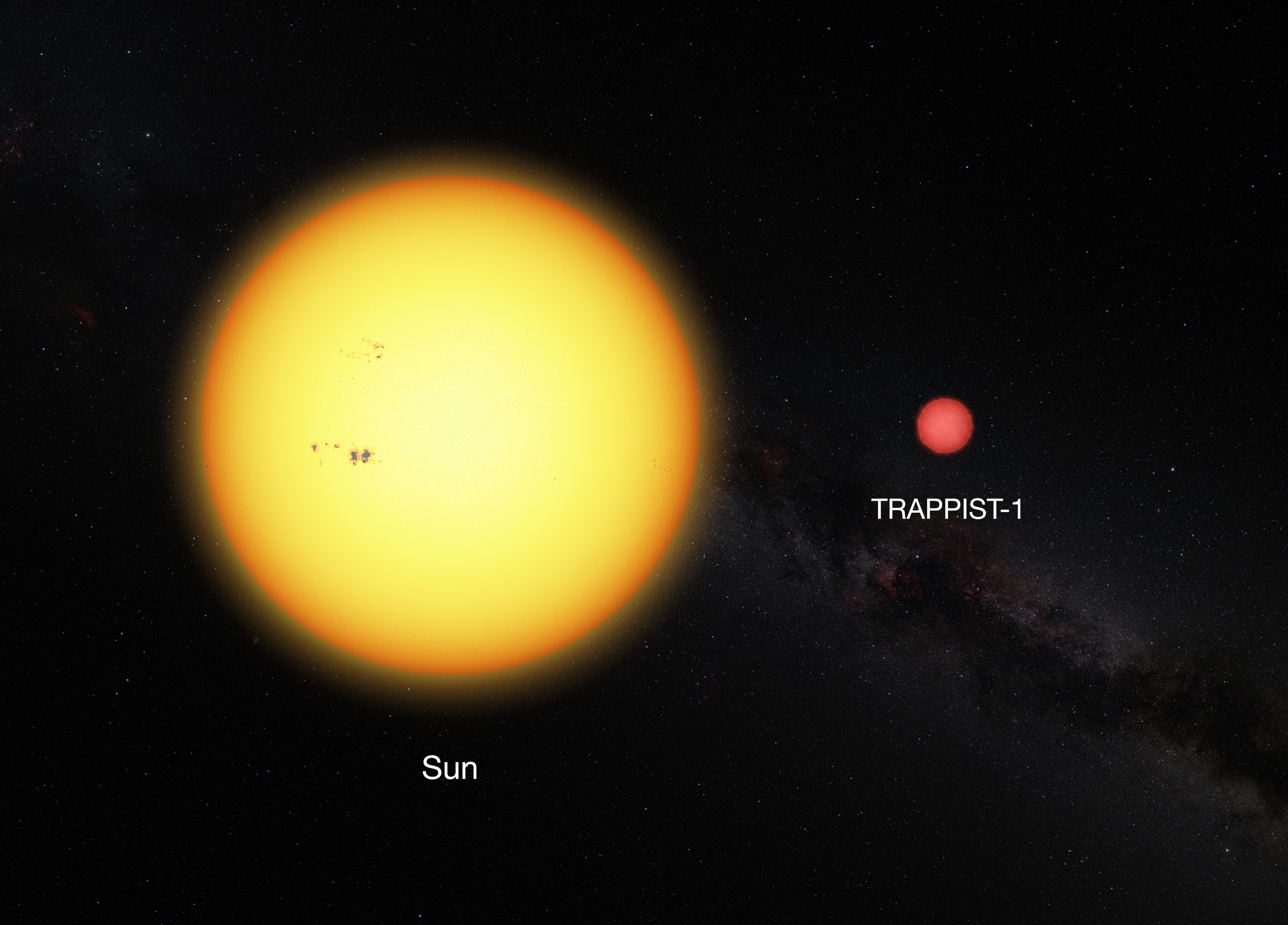
超低温矮星TRAPPIST-1と太陽の大きさの比較

超低温矮星 (英: Ultra-cool dwarf) は、スペクトル分類Mの恒星または褐色矮星で、有効温度が2,700 K以下のものである。TRAPPIST-1は、超低温矮星の最も知られた例の1つである。1997年にデイヴィー・カークパトリック、トッド・ヘンリー、マイケル・アーウィンにより提唱された分類である。今日では、スペクトル分類M7以降の非常に低質量のM型矮星も含み、最も冷たい恒星を超えて、スペクトル分類T6.5と同程度の冷たさの褐色矮星まで範囲が広がっている。太陽近傍の天体の約15%を占める。
惑星形成モデルによると、原始惑星系円盤の質量及びサイズの小ささのため、これらの恒星は、木星型惑星ではなく、水星から地球程度のサイズの地球型惑星を比較的たくさん持ちうることが示唆される。TRAPPIST-1には7つの地球型惑星が発見されており、この降着モデルを補強している。
他の分類の低質量恒星と比べて水素核融合が遅いため、これらの寿命は数千億年、最も小さいものでは数兆年と推定される。宇宙の年齢は高々138億年であるため、全ての超低温矮星は比較的若いと言える。モデルによると、これらのうち最も小さいものが寿命を迎える際には、赤色巨星ではなく青色矮星になると予測される。

## 磁気圏
2001年にM9型超低温矮星LP 944-20から電波放射バーストが検出されて以降、アレシボ天文台や超大型干渉電波望遠鏡群を用いて電波を放射する別の天体を探索する観測プログラムがいくつも立ち上がった。現在までに、これらの電波望遠鏡で数百の超低温矮星、10を超えるの電波放射超低温矮星が発見されており、これらの観測により、約5-10%の超低温矮星が電波を放射することが示唆されている。注目すべきものとして、温度が800-900 Kの2MASS J10475385+2124234は、既知の最も温度の低い電波放射超低温矮星である。T6.5型褐色矮星で、地球の磁気圏の3000倍以上強い、1.7 kG以上の磁気圏を持つ。